# Drapeaux de la Nouvelle-Calédonie
|                                                   |  |  |
| Les drapeaux français et indépendantiste séparés. |  |  |

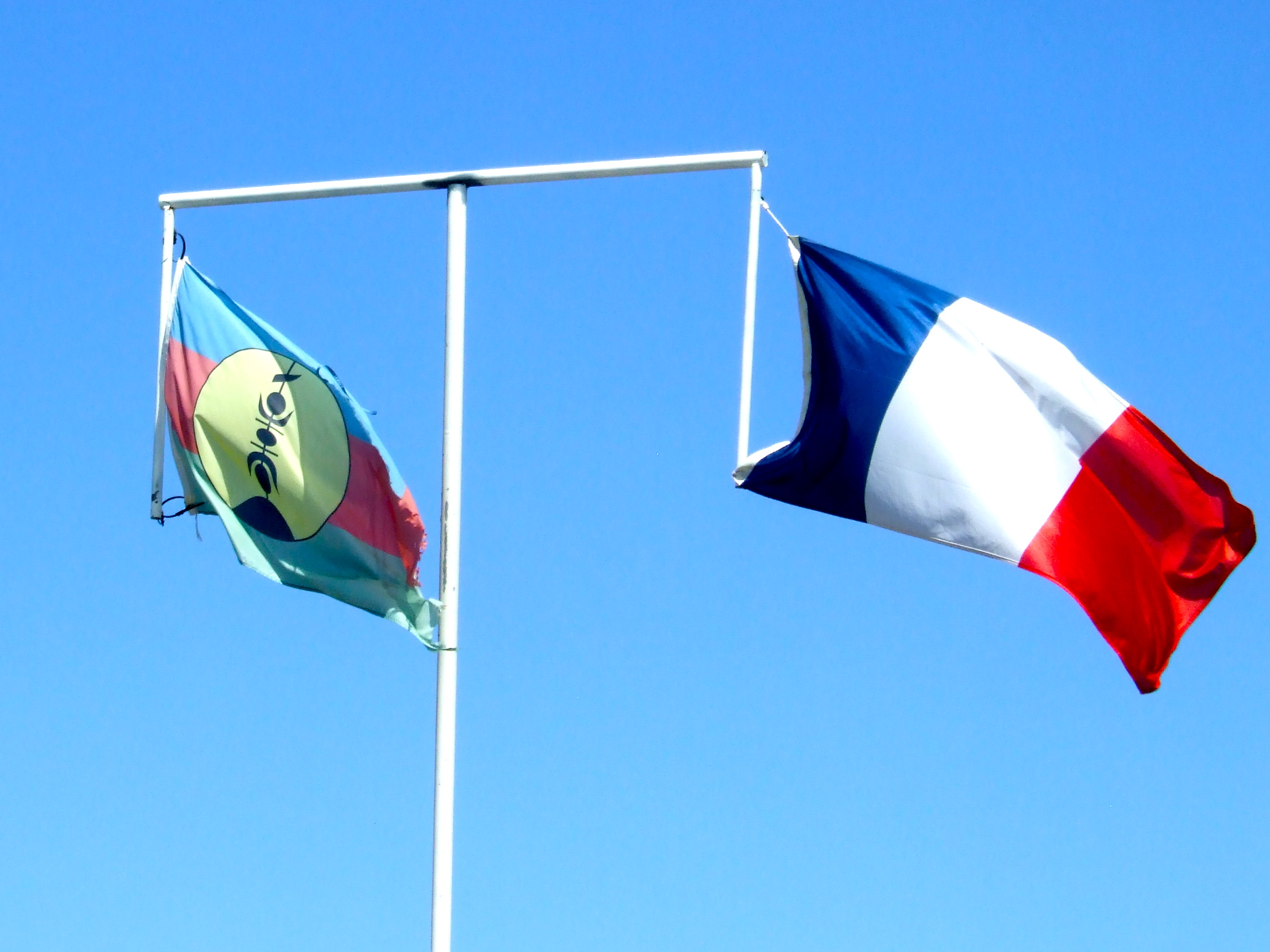
Drapeaux arborés sur le même mât

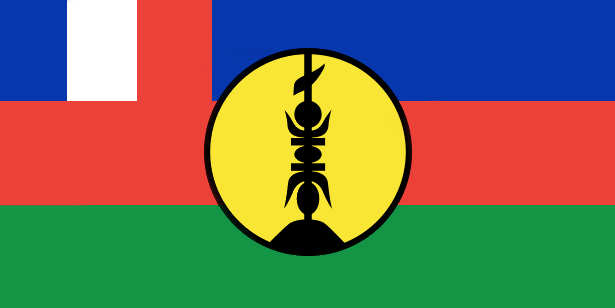
Drapeaux français et kanak fusionnés

Drapeaux fusionnés utilisés lors la Coupe du monde FIFA U17 en 2023

Les drapeaux de la Nouvelle-Calédonie font l'objet de débats.

## Situation légale
La loi organique issue de l'accord de Nouméa prévoit que « La Nouvelle-Calédonie détermine librement les signes identitaires permettant de marquer sa personnalité aux côtés de l'emblème national et des signes de la République. »
En 2010, le Congrès de la Nouvelle-Calédonie a adopté le vœu — sans valeur juridique contraignante — que soient arborés ensemble le drapeau national français et le drapeau FLNKS (Front de libération nationale kanak et socialiste) dans lequel les kanak indépendantistes se reconnaissent.
Cependant, en 2025, la Cour administrative d’appel de Paris a confirmé que si l'accord de Nouméa prévoit que « des signes identitaires du pays, nom, drapeau, hymne, devise, graphismes des billets de banque devront être recherchés en commun pour exprimer l'identité kanak et le futur partagé entre tous », la loi organique de 1999 stipule que « la Nouvelle-Calédonie détermine librement les signes identitaires permettant de marquer sa personnalité aux côtés de l'emblème national et des signes de la République » et que « les lois du pays interviennent dans les matières suivantes correspondant aux compétences exercées par la Nouvelle-Calédonie ou à compter de la date de leur transfert par application de la présente loi : 1° Signes identitaires et nom » dont le drapeau. Aucune loi de pays n'ayant adopté de drapeau pour la Nouvelle-Calédonie, cette juridiction a donc décidé que le drapeau indépendantiste kanak ne constitue pas un signe identitaire officiel de la Nouvelle-Calédonie et ne peut en conséquence pas figurer officiellement au côté du drapeau français.

## Historique
En France, la pratique républicaine voulait que seul le drapeau tricolore pavoise les bâtiments et édifices publics.
Néanmoins, les drapeaux des régions et des départements sont apparus dès la fin des années 1980 sur les façades de nombreux hôtels de région et de département. Contrairement à d'autres subdivisions comme les territoires britanniques, ces drapeaux, y compris ceux des collectivités d'outre-mer, n'avaient pas forcément jusque là de statut officiel. Plusieurs collectivités ont alors délibérés pour leur adoption comme la Polynésie française en 1984 ou la Corse en novembre 1987.
En Nouvelle-Calédonie, le FLNKS a de son côté adopté un drapeau dit de « Kanaky », symbole depuis 1984 de la lutte en faveur de la pleine souveraineté. Les protestants ont pris le drapeau français comme un symbole 
du pouvoir colonial.
Après la signature des accords de Matignon-Oudinot en 1988 qui ramènent la paix civile, une période de transition est établi pour 10 ans et débouche en 1988 à la signature de l'accord de Nouméa avec transferts de compétences régaliennes vers la collectivité. Cet accord prévoit à son article 1.5 :
« Des signes identitaires du pays, nom, drapeau, hymne, devise, graphismes des billets de banque devront être recherchés en commun pour exprimer l'identité kanak et le futur partagé entre tous. »
— Accord sur la Nouvelle-Calédonie signé à Nouméa le 5 mai 1998
Cette disposition est reprise dans l'article 5 de la loi organique relative à la Nouvelle-Calédonie :
« La Nouvelle-Calédonie détermine librement les signes identitaires permettant de marquer sa personnalité aux côtés de l'emblème national et des signes de la République. »
— Loi organique n° 99-209 du 19 mars 1999 relative à la Nouvelle-Calédonie
Un drapeau possible pour la Nouvelle-Calédonie est celui dit « de Kanaky » ou « kanak », adopté par le Front de libération nationale kanak et socialiste mais auquel les loyalistes s'opposent, mais également une partie de la population locale. Ainsi, aucune disposition n'a à ce jour été prise pour un drapeau commun de la Nouvelle-Calédonie.
À la place, en 2010, Pierre Frogier, le président du Le Rassemblement-UMP, propose que flottent ensemble le drapeau de la France et le drapeau kanak afin de « représenter cette part de la Nouvelle-Calédonie mélanésienne et océanienne indissociable de son identité européenne et française » et « ainsi, en additionnant nos deux légitimités, nous aurons fait un nouveau pas les uns vers les autres ».
Cette proposition est acceptée par les indépendantistes. Paul Néaoutyine souligne que la coexistence des deux drapeaux est depuis longtemps établie puisque dès 1988, les deux drapeaux flottaient côte-à-côte au stade de Poindimié en présence du Premier ministre de l'époque, Michel Rocard.
La solution des deux drapeaux est en revanche dénoncée par le chef historique loyaliste Jacques Lafleur (pour qui « la Nouvelle-Calédonie a un drapeau, celui de la République française ») ainsi que le président du gouvernement Philippe Gomès et son parti Calédonie ensemble qui préfèreraient un drapeau local inspirée de l'exemple sud-africain.
Finalement, le 13 juillet 2010, le Congrès de la Nouvelle-Calédonie adopte le vœu « que soient arborés, ensemble, en Nouvelle-Calédonie, le drapeau dont la description est annexée et le drapeau national. » Ce vœu n'a toutefois pas de force juridique contraignante et chaque collectivité est laissée libre de l'appliquer ou non.
Le 17 juillet 2010, le Premier ministre François Fillon, en déplacement officiel dans l'archipel, hisse pour la première fois le drapeau de Kanaky et le drapeau français ensemble sur le siège du Haut-commissariat de la République en présence des autorités locales.
En février 2011, plusieurs conseils municipaux comme ceux de La Foa, Moindou ou Bourail, refusent de hisser le drapeau FLNKS. En réaction, les élus de l'Union calédonienne au sein du gouvernement démissionnent, et provoquent la chute de l'exécutif local présidé par Gomès.
Le double pavoisement reste néanmoins objet de critiques et de contestation, et un sujet sensible au sein de la population calédonienne,.

## Permis de conduire
Le gouvernement indépendantiste profite de la modernisation du format du permis de conduire calédonien et de son passage en format « carte de crédit » pour imposer sur celui-ci l'affichage du drapeau du FLNKS, au côté du drapeau national. Cette décision prise le 5 juillet 2023 est contesté par le parti loyaliste Générations NC, qui dépose un recours auprès du tribunal administratif de Nouvelle-Calédonie.
La polémique relance une nouvelle fois le débat sur la nécessité de la création d'un drapeau commun pour la Nouvelle-Calédonie, ce que soutien Générations NC. Sa porte-parole, Nina Julié, indique ainsi que le drapeau FLNKS est le symbole « d’un parti politique et donc de revendications politiques, ce n’est pas le drapeau de la Nouvelle-Calédonie donc en aucun cas il ne peut être apposé sur des pièces d’identité officielles ».
Le tribunal administratif statue en faveur de Générations NC le 18 juillet 2024. Le tribunal réclame « qu’aucun nouveau permis de conduire ou permis échangé comprenant le drapeau en cause ne soit délivré à compter de la mise à disposition du présent jugement. » Le nouveau permis de conduire sera donc dépourvu du drapeau FLNKS, et il y figurera uniquement le drapeau français. Le tribunal administratif appuie sa décision sur le fait que le gouvernement de la Nouvelle-Calédonie n’a émis aucun texte pour officialiser le drapeau du FLNKS comme l’un des signes identitaires de la Nouvelle-Calédonie.
Générations NC précise que « la recherche d’un drapeau commun devra faire partie des discussions avec les indépendantistes sur le futur accord global ».
La Cour administrative d’appel de Paris a confirmé, dans sa décision du 14 février 2025, que l’apposition du drapeau du FLNKS sur les permis de conduire calédoniens est illégale.

## Propositions de drapeau

### Drapeau de Kanaky

Le drapeau dit « Kanaky », « Kanak », « indépendantiste » ou du FLNKS

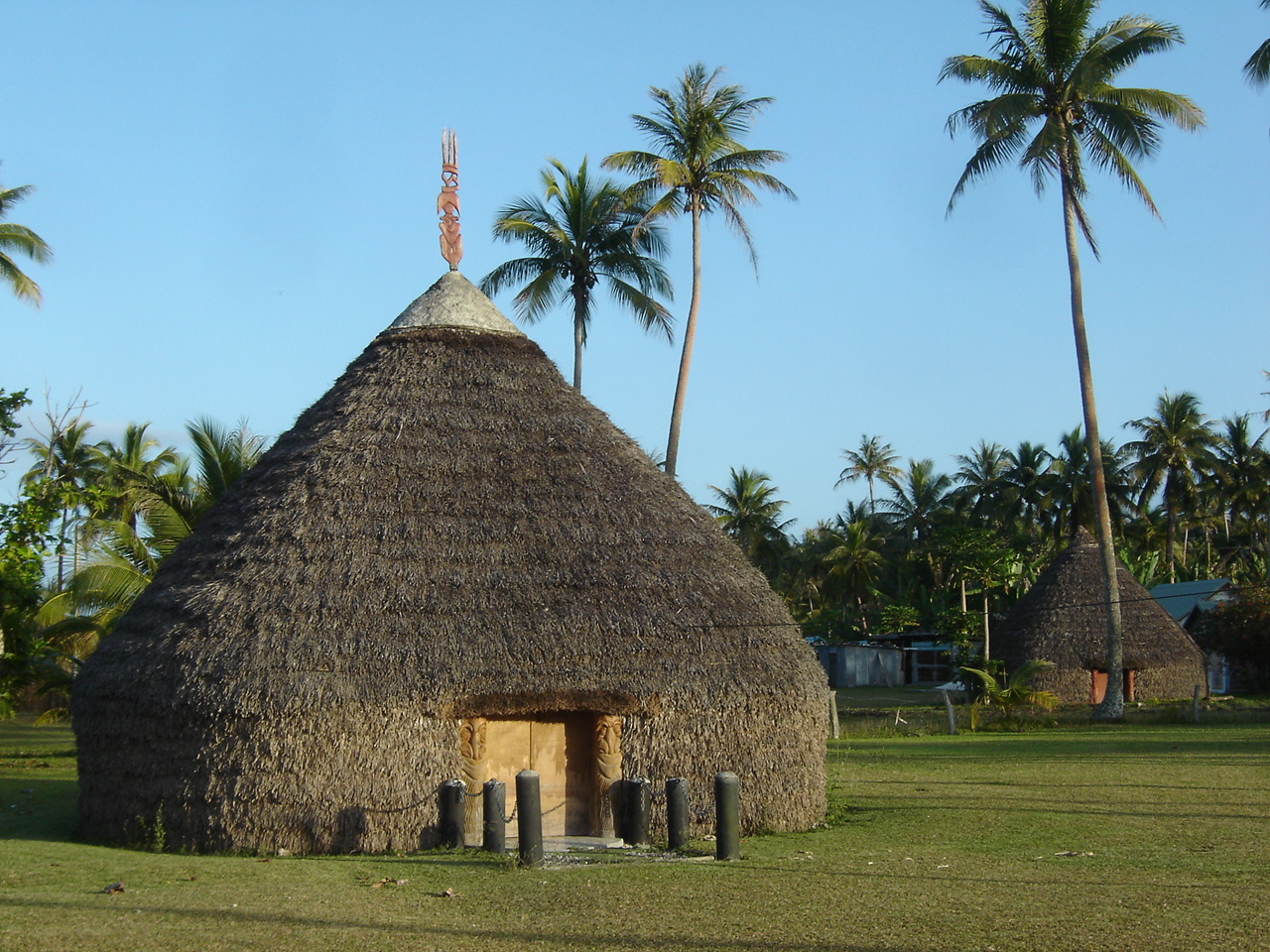
Case traditionnelle kanak avec sa flèche faitière

Le FLNKS a adopté en 1984 un drapeau composé de trois bandes horizontales bleu, rouge et vert surmontées d'un cercle jaune légèrement décalé sur la gauche et comportant en son centre, en ombre chinoise, une flèche faîtière de case traditionnelle kanak percée d'une toutoute. Ce drapeau est hissé pour la première fois à la tribu de La Conception par Jean-Marie Tjibaou le 1er décembre 1984. La symbolique du drapeau est la suivante :
- « la couleur bleu est la couleur de l’azur, celle du ciel et de la mer, de l’immensité et de la transparence. C’est la plus immatérielle des couleurs qui exprime l’envol de l’être, la relation entre l’homme et ce qui gouverne son destin. Le bleu est la lumière du jour, de la sagesse, et de la prise de conscience. Le regard vers l’au-delà, c’est le regard porté vers le cosmos, la connaissance et le progrès. Le bleu signifie l’espace qui ouvre la voie de la libération de l’être humain ».
- « la couleur rouge est la couleur du feu et du sang. Elle représente la force vitale, la chaleur et l’amour ardent, le sang versé, les vertus guerrières, les forces libératrices, c’est la couleur de la révolution du peuple et du socialisme, c’est aussi le symbole de l’union des clans par le lien utérin et donc de l’unité kanak. Le rouge est aussi la couleur du bonheur. Le rouge pourpre est le symbole du pouvoir suprême chez la plupart des peuples ».
- « la couleur verte est la couleur de la terre, de notre planète. C’est la couleur du règne végétal et des eaux vives, elle représente "les verts pâturages", la nourriture, la paysannerie, le monde rural. C’est la couleur de l’éveil de la nature, l’éveil de la vie, de l’espérance, des remèdes. C’est l’emblème du salut ».
- « par rapport à l’Occident, le Pays Kanak fait partie des pays du soleil levant. Le cercle central jaune d’or signifie que les rayons de l’aurore transforment le Pays Kanak en Île de lumière et éclaire la flèche faîtière de la grande case, symbole de l’édification de la société kanak, flèche faîtière qui n’existe que dans ce pays et aux Îles ». Cette flèche faîtière à toutoute stylisée est un symbole largement réutilisé notamment dans des emblèmes de collectivités locales contrôlées par les indépendantistes et majoritairement peuplées de Kanak ainsi que sur les drapeaux des provinces (voir infra). Elle représente le « frère aîné », à savoir le chef de clan, ou, aux Îles Loyauté, le grand chef du district, et est donc devenu le symbole de l'organisation clanique et coutumière kanak[29],[30],[31].

Le drapeau de Kanaky est un symbole identitaire des Kanaks indépendantistes et il est arboré dans les manifestations ou sur les bâtiments officiels des communes dont le maire est indépendantiste.
Le FLNKS (tendance Union calédonienne) a présenté le 28 mars 2011 au Congrès une proposition de loi du pays pour faire du drapeau Kanaky l'un des signes identitaires de la Nouvelle-Calédonie. Dans la proposition de texte, le sens des composantes de l'étendard sont redéfinies :
- bleu (pantone 285C) : 
  - « Représentation : la couleur bleu est la couleur de l’azur, celle du ciel et de la mer, de l’immensité et de la transparence. C’est la plus immatérielle des couleurs qui exprime l’envol de l’être, la relation entre l’homme et ce qui gouverne son destin. Le bleu est la lumière du jour, de la sagesse, et de la prise de conscience. Le regard vers l’au-delà, c’est le regard porté vers le cosmos, la connaissance et le progrès. Le bleu signifie l’espace qui ouvre la voie de la libération de l’être humain.
  - « Symbole : le bleu symbolisera l’éternité et le monde de l’invisible, demeure de ceux qui nous entendent mais que l’on ne voit plus, cette couleur rappellera toujours au Peuple le souvenir de tous ceux qui sont partis. Le bleu sera aussi symbole de l’Océan Pacifique qui nous entoure et de notre lagon que nous avons inscrit au patrimoine mondial de l’humanité ».
- rouge (pantone 179C) :
  - « Représentation : la couleur rouge est la couleur du feu et du sang. Elle représente la force vitale, la chaleur et l’amour ardent, le sang versé, les vertus guerrières, les forces libératrices, c’est la couleur de la volonté du peuple, du partage et du respect, c’est aussi le symbole de l’union des clans par le lien utérin et donc de l’unité de notre Pays. Le rouge est aussi la couleur du bonheur. Le rouge pourpre est le symbole du pouvoir suprême chez la plupart des peuples » (la mention à la révolution et au socialisme est donc abandonné au nom d'une notion voulue moins politique et plus consensuelle, celle de « la volonté du peuple, du partage et du respect »).
  - « Symbole : le rouge symbolisera notre volonté de vivre ensemble, c’est le pouvoir du peuple, elle indiquera que notre Pays sera à jamais une Terre de Démocratie pour que nos dirigeants actuels et futurs se souviennent toujours que la souveraineté appartient au peuple ».
- vert (pantone 355C) : 
  - « Représentation : la couleur verte est la couleur de la terre, de notre nickel et de l’espoir d’une vie meilleure. C’est la couleur du règne végétal et des eaux vives, elle représente "les verts pâturages", la nourriture, la paysannerie, le monde rural. C’est la couleur de l’éveil de la nature, l’éveil de la vie, de l’espérance, des remèdes. C’est l’emblème du salut » (rajout de la mention du nickel, l'une des principales ressources économiques de la Nouvelle-Calédonie).
  - « Symbole : le vert symbolisera la Terre et la Nature qui ont été généreuses pour notre Pays en la dotant de richesses naturelles essentielles, uniques et exceptionnelles. Le vert rappellera également le lien mythique à la Terre des premiers occupants et l’enracinement à cette même terre de ceux qui ont contribué à son développement ».
- disque jaune (pantone 108C) et flèche faîtière noire :
  - « Représentation : par rapport à l’Occident, notre Terre fait partie des pays du Soleil levant. Le cercle central jaune d’or signifie que les rayons de l’aurore transforment la Nouvelle-Calédonie en Île de lumière et éclaire la flèche faîtière de la grande case, symbole de l’édification de la société kanak, flèche faîtière qui n’existe que dans ce pays et aux Îles ».
  - « Symbole : le cercle jaune, la flèche faîtière et sa toutoute symboliseront l’unité de notre Pays, l’appel au respect, à la solidarité, au partage et à l’équité entre les Citoyens du Pays. Ces symboles indiquent que nous partageons les dispositions de la Déclaration universelle des Droits de l’Homme et du Citoyen. Ils sont également les symboles de la mémoire des anciens et de la parole donnée ».

### Autres propositions

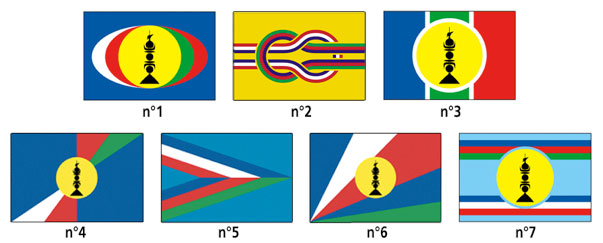
Les sept projets de drapeau élus sur le site Un drapeau pour la Nouvelle-Calédonie/Kanaky en 1999.

Dès novembre 1998, à la suite du référendum d'approbation de l'accord de Nouméa, un vexillologue, le graphiste et illustrateur Pierre Gay, a l'idée d'un concours ouvert à tous les internautes désireux de proposer un drapeau pour la Nouvelle-Calédonie. Un site nommé « Un drapeau pour la Nouvelle-Calédonie/Kanaky » est ainsi créé à cette fin et le site de l'« Atlas géographique mondial » de Pascal Gross en héberge un miroir. Un premier vote a lieu le 15 décembre 1998, et les 7 propositions préférées des internautes sont présentées sur ces sites. Devant le faible intérêt des institutions et la faible exposition de cette initiative auprès du grand public, un nouveau vote est organisé le 15 mars 1999. « Un drapeau pour la Nouvelle-Calédonie/Kanaky » présente alors 86 propositions de drapeaux. Parmi les 86 propositions, 7 emportent un nombre non négligeable de suffrages et sont présentés à part, avec le nombre de voix obtenues et le nom de leurs auteurs (Gvido Petersons, Pierre Gay, Emmanuel Sotter, Pascal Gross et Thanh-Tâm Lê). Sans retour des autorités du territoire qui semblent alors ne pas s'intéresser à la démarche, l'initiative en restera là, jusqu'au relais pris sur le territoire en 2004 par Jean-Raymond Postic.
Sur cette base, le parti Calédonie mon pays, lié à l'association Génération destin commun, de l'accordiste (et futur membre du Comité de pilotage) Jean-Raymond Postic décide en février 2004 de lancer son propre processus de consultation en vue de définir un drapeau commun. Un dépliant présentant 80 propositions de drapeau, dont un grand nombre viennent du site de Pierre Gay, auxquelles s'ajoutent quelques nouvelles idées (notamment le drapeau Kanaky, absent de la démarche de 1999), est édité à 25 000 exemplaires. Il demande à la population néo-calédonienne de se prononcer pour dégager trois choix préférés. Selon Calédonie mon pays, quelque 500 réponses ont été retournées en mai 2004, et les responsables du mouvement font alors connaître les sept drapeaux arrivés en tête des votes. Celui déjà arrivé en tête en 1999 (et qui devient donc à partir de là la proposition officielle de Calédonie mon pays) retrouve à nouveau la première place : il unit les couleurs du drapeau tricolore et de celui du FLNKS. Ce dernier obtient d'ailleurs la deuxième place.

Dans le cadre du débat sur les deux drapeaux, Calédonie ensemble est le principal parti de l'échiquier politique néo-calédonien à s'opposer à la proposition de Pierre Frogier. Ils proposent donc leur propre projet de drapeau local inspiré de l'exemple sud-africain, par l'union des couleurs tricolores françaises et quadricolores de la Kanaky ajoutés à deux symboles censés représenter la double légitimité définie dans l'accord de Nouméa (la flèche faîtière, symbole identitaire traditionnel des Kanaks, et une goélette pour signifier les populations installées à partir du XIXe siècle). 

Projet de drapeau commun issu du concours du collectif pour un drapeau commun en 2010.

De même, un Collectif pour un drapeau commun est constitué en juillet 2010. De même, le site « www.drapeaunc.com » propose de réunir des projets de drapeau directement imaginés et proposés par les internautes. Ces deux initiatives se retrouvent ensuite à travers l'organisation d'un concours à partir du 15 août 2010 via un site internet entièrement consacré à la question, « concours.drapeaunc.com ». 72 drapeaux sont portés aux choix des internautes (37 sont avancés par le Collectif, 35 par le site www.drapeaunc.com). Quatre tours de scrutin sont organisés : 
- le premier durant la semaine du 20 au 27 août, avec la possibilité pour les internautes de voter deux fois, pour affiner le choix à 8 drapeaux (il y a 555 votants)[42].
- le deuxième du 28 août au 4 septembre, avec toujours deux possibilités de vote pour chaque internaute et dans le but de sélectionner les quatre préférés (toujours selon le site, il y a 914 votants)[43].
- le troisième du 5 au 12 septembre, avec désormais uniquement un vote par internaute, l'issue étant déterminer les deux rassemblant le plus d'adhésion de leur part (il y a désormais 867 votants)[44].
- le quatrième et dernier du 13 au 20 septembre, les internautes, avec toujours une possibilité de vote chacun, doivent départager les deux drapeaux finalistes. Il y a 925 votants selon le site, et le drapeau qui l'emporte reprend les couleurs déjà arborées depuis plusieurs années par les délégations sportives et le Comité territorial olympique de Nouvelle-Calédonie (le rouge et le gris), avec au centre l'emblème local (nautile, pin colonnaire et flèche faîtière en ombres chinoises)[44].

Par la suite, un « nouveau cercle de réflexion politique », ou think tank, anti-indépendantiste et se voulant le « défenseur des valeurs républicaines » en Nouvelle-Calédonie, baptisé Fondation républicaine calédonienne, est créé en octobre 2010 et prend à son compte le drapeau élu par le concours en septembre 2010.

### Drapeau aux Jeux du Pacifique

Drapeau du comité lors des Jeux du Pacifique de 2019

Drapeau du comité lors des Jeux du Pacifique de 2007

Lors des compétitions sportives où la Nouvelle-Calédonie est présente en tant que comité territorial autonome comme lors des participations aux Jeux du Pacifique, la Nouvelle-Calédonie affiche comme emblème un Cagou huppé, espèce endémique de l'île et animal emblématique tout comme le kiwi pour la Nouvelle-Zélande.
L'emblème apparait apposé au centre du drapeau tricolore en 1991. C'est à partir des Jeux du Pacifique de 2007 que le drapeau de la délégation est présent lors des cérémonies, drapeau composé d'une tête stylisé de cagou inscrit dans un cercle avec les anneaux olympiques situés en dessous, le tout sur un fond rouge et gris. On le voit également lors de la cérémonie d'ouverture des mini-jeux de 2009 aux îles Cook. Lors des hymnes, c'est cependant toujours le drapeau de la France qui est hissé.
Lors des XIVe Jeux du Pacifique, qui se sont déroulés en Nouvelle-Calédonie, les drapeaux français et du FLNKS étaient affichés  croisés et attachés devant la délégation. De plus ils sont hissés ensemble lors des hymnes (l'hymne de la délégation calédonienne étant composé pour moitié de La Marseillaise et pour autre moitié de l'hymne néo-calédonien adopté en tant que signe identitaire et intitulé « Soyons unis, devenons frères »).
Par contre seul le drapeau gris et rouge des cagous peut être arboré sur les podiums, dans le village, dans les tribunes par les athlètes et encadrants de la délégation des Cagous.

## Drapeaux des provinces

Province Nord
Province Sud
Province des îles Loyauté